# Elana Hill
Elana Hill (ur. 28 maja 1988 r. w Harare) – zimbabwejska wioślarka, reprezentantka Zimbabwe w wioślarskiej jedynce podczas Letnich Igrzysk Olimpijskich w Pekinie.

## Osiągnięcia
- Igrzyska Olimpijskie – Pekin 2008 – jedynka – 25. miejsce[1].